# Arroyo Quintón
Der Arroyo Quintón ist ein im Süden Uruguays gelegener kleiner Flusslauf.
Der auf dem Gebiet des Departamentos Colonia gelegene Fluss entspringt südwestlich von Tarariras, fließt in südliche Richtung und mündet als rechtsseitiger Nebenfluss in den Arroyo Riachuelo.